# Зерабад
Зерабад (тадж. Зеробод) — горное поселение в Таджикистане.
Расположен на северном склоне Зеравшанского хребта вдоль реки Зеравшан, напротив посёлка Дар-Дар (через реку), в трёх километрах от автодороги Душанбе-Самарканд-Ташкент. По восточной окраине протекает одноимённая река.
Входит в Дар-Дарскую сельскую общину (тадж. ҷамоати деҳот) Айнинского района Согдийской области.
Подвержен частым чрезвычайным ситуациям, таким как оползни, снегопады и морозы.
В этом селе жил поэт XVIII-XIX веков Мазмуни Зарободи.